# Botanophila clavata
Botanophila clavata este o specie de muște din genul Botanophila, familia Anthomyiidae. A fost descrisă pentru prima dată de Willi Hennig în anul 1970. Conform Catalogue of Life specia Botanophila clavata nu are subspecii cunoscute.